# Cyclogyra
Cyclogyra es un género de foraminífero bentónico invalidado por considerar que tiene prioridad el género Cornuspira de la subfamilia Cornuspirinae, de la familia Cornuspiridae, de la superfamilia Cornuspiroidea, del suborden Miliolina y del orden Miliolida. Su especie tipo es Cyclogyra multiplex. Su rango cronoestratigráfico abarca desde el Carbonífero hasta la Actualidad.

## Discusión
Inicialmente considerado como un sinónimo anterior a Cornuspira Schultze, 1854, Cyclogyra fue finalmente suprimido por el ICZN (1978) por dar un criterior de prioridad a favor de Cornuspira. También se ha considerado un sinónimo anterior a Conicocornuspira Marie, 1961, de la subfamilia Hemigordiopsinae y de la familia Hemigordiopsidae, pero este taxón fue documentado como un género de estatus incierto y considerado un sinónimo posterior de Hemigordius.

## Clasificación
Cyclogyra incluía a las siguientes especies:
- Cyclogyra carinata
  - Cyclogyra carinata whitecovensis
- Cyclogyra cushmani
- Cyclogyra distincta
- Cyclogyra foliacea
- Cyclogyra hadai
- Cyclogyra incurvata
- Cyclogyra involvens
- Cyclogyra lata
- Cyclogyra mahajeri
- Cyclogyra minuscula
- Cyclogyra multiplex